# Aphaenogaster takahashii
Aphaenogaster takahashii is een mierensoort uit de onderfamilie van de Myrmicinae. De wetenschappelijke naam van de soort werd voor het eerst geldig gepubliceerd in 1930 door William Morton Wheeler.